# Reformierte Kirche Wangen an der Aare

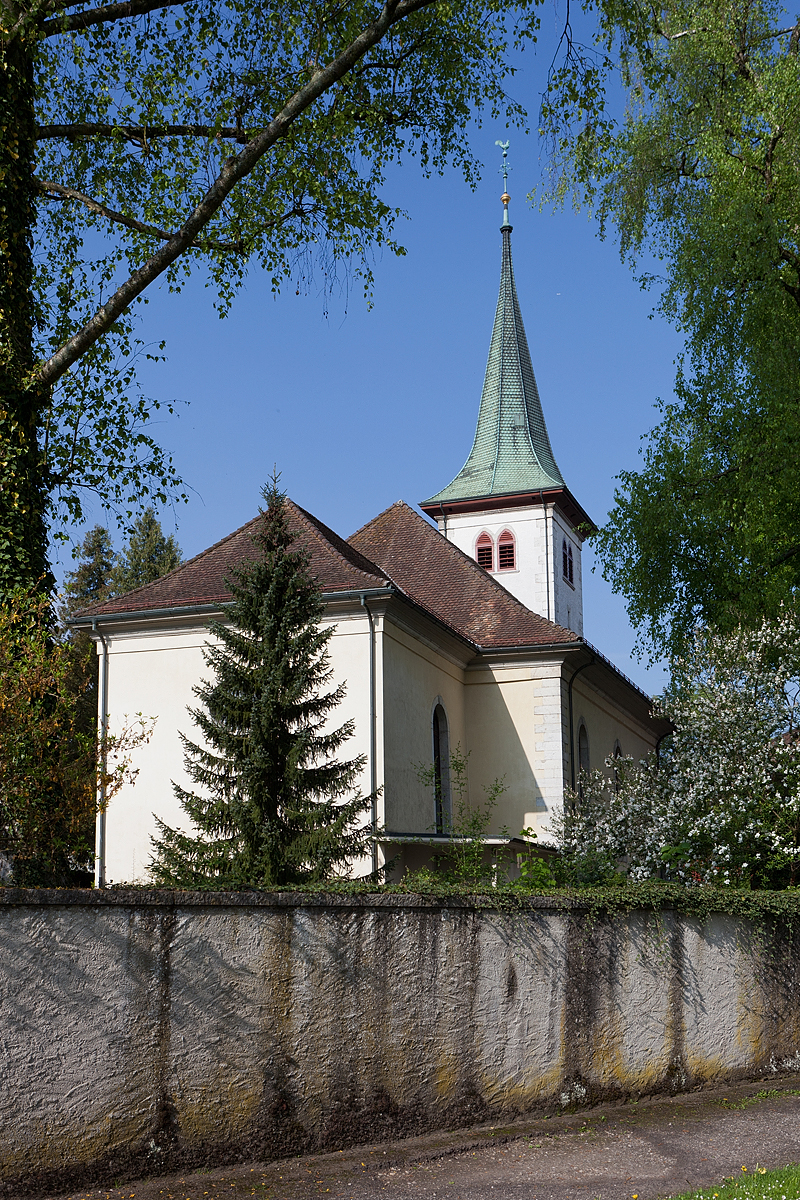
Kirche Wangen an der Aare

Die Reformierte Kirche Wangen an der Aare ist die Kirche der reformierten Christen in Walliswil, Wangen an der Aare, und Wangenried im Kanton Bern, Schweiz. Die Reformierte Kirchgemeinde Wangen an der Aare gehört zum Kirchenbezirk Oberaargau innerhalb der Reformierten Kirchen Bern-Jura-Solothurn.

## Geschichte
Wangen war ein der Heiligen Maria und dem Heiligen Kreuz geweihtes Filialkloster der Benediktiner-Abtei Trub. Die erste urkundliche Erwähnung mit Nennung des Priors Cherro fällt ins Jahr 1257. Das Priorat Wangen, zuerst unter zähringischer, dann kyburgischer Kastvogtei, besass das Patronat von Wangen, mindestens im 16. Jahrhundert auch das Patronat der St. Ulrich-Kapelle Thörigen bei Herzogenbuchsee, die Grundherrschaft in der gesamten Pfarrei Wangen, ausser in der Stadt selbst, bis 1501 auch das halbe Niedergericht zu Deitingen und Subingen. In der Pfarrei verfügte die Propstei nebst Twing und Bann über die Zehnten, die Hochwälder, verschiedene Häuser in der Stadt sowie zahlreiche zinspflichtige Güter. Darüber hinaus besass sie weitere Zinsgüter im Oberaargau. Die Stadt Bern übernahm 1406 die Kastvogtei, unterstellte die Propstei seiner Aufsicht und erliess im Februar 1500 eine Gotteshaus-Ordnung in 30 Artikeln, welche Gerichtsbarkeit, Nutzung und Fertigung der Güter regelte. Johann Dietrich, der letzte Propst von Wangen wurde 1528 mit seiner Frau von Bern mit einem Leibgedinge in Bern abgefunden.

## Bau
Die archäologischen Befunde der heutigen Pfarrkirche ergaben, dass die Propstei Wangen im 13. und 14. Jahrhundert ein bedeutendes Priorat war. Nach 1200 entstand hier nach dem Vorbild des Mutterklosters und Rüegsau eine Klosterkirche, die mit einer gesamten Länge von knapp 40 Meter und einer Breite von 14,5 Meter diejenige des Mutterklosters Trub übertraf. Die Dimension des Altarhauses mit Seitenkapellen und Mönchschor deuten auf einen ansehnlichen Konvent hin. Das südlich an die Kirche anschliessende Prioratsgebäude ist archäologisch erst fragmentarisch erschlossen. Im Guglerkrieg (1375) oder im Burgdorferkrieg (1383) wurde das Priorat zerstört. Die Kirche wurde daraufhin ohne Mönchschor wieder aufgebaut und der Konvent als Propstei in den nordwestlichen Wehrturm der Stadtmauer verlegt. Die Propstei diente nach der Reformation als Pfarrhaus. Aufgrund einer Bittschrift des damaligen Pfarrers Anton Herport von 1684 liess der Landvogt Beat Fischer das Pfarrhaus renovieren. Herport schrieb: Die Stuben mangeln stückweise vertäfelens, nicht zur Zierd, sondern nur die füechtigkeit des gemäurs zu hindern, damit ich nicht sampt den meinen die gsundheit einbüessen muss.
Der bernische Stadtwerkmeister Johann Daniel Osterrieth erweiterte die Kirche 1825 um den westlichen Kirchturm und verlängerte das Kirchenschiff. Die Kirche wurde zuletzt 2011 renoviert.
Glocken
Im Turm hängen vier Glocken:
- Glocke 1 wiegt 1108 kg und hat den Schlagton f′.
- Glocke 2 ist 562 kg schwer, ihr Schlagton ist a′.
- Glocke 3 wiegt 342 kg und hat den Schlagton c″.
- Glocke 4 ist 141 kg schwer, ihr Schlagton ist f″.

## Ausstattung

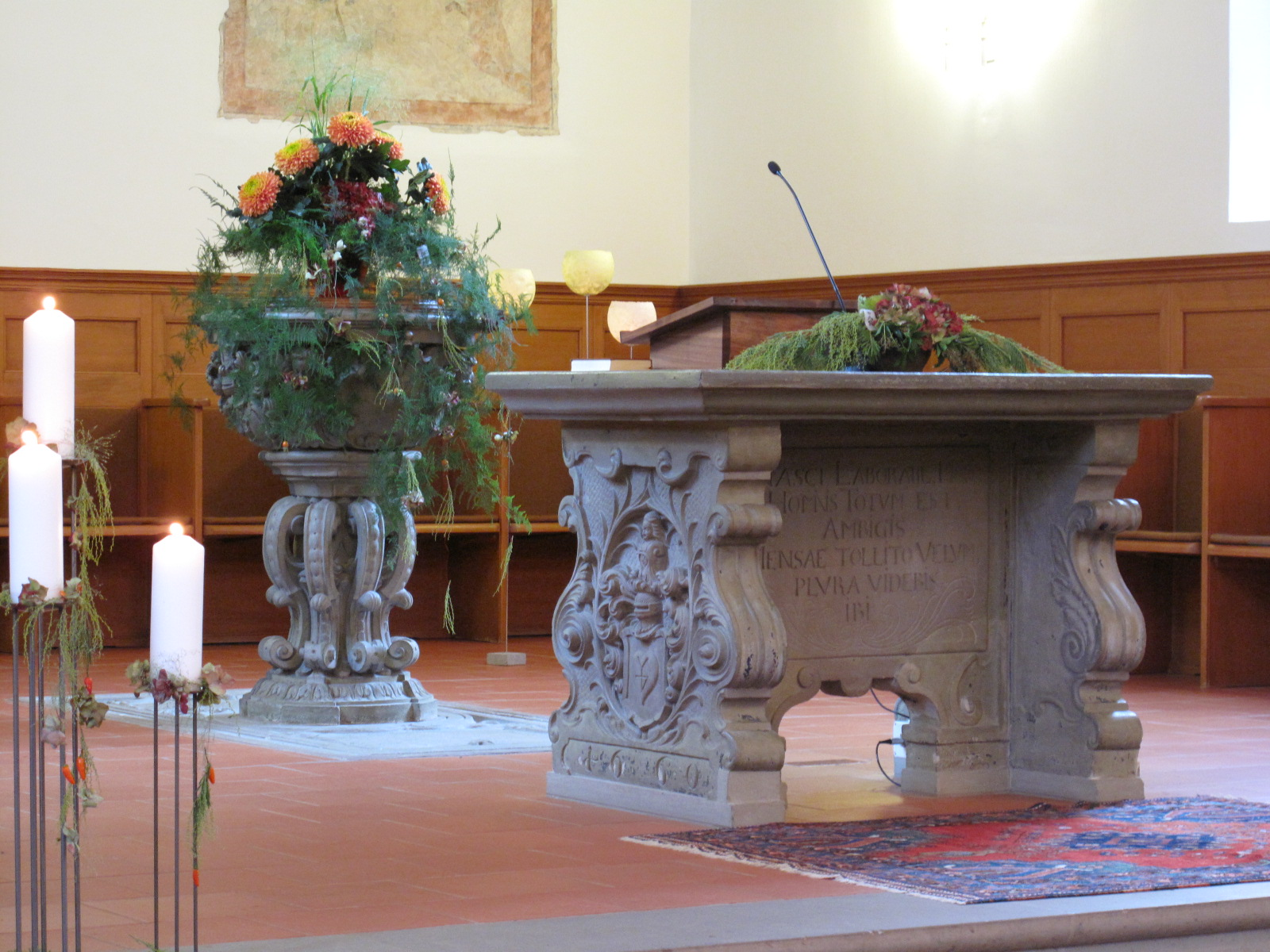
Taufstein und Abendmahlstisch der Kirche Wangen (2011)

Mehrere Fresken des 13. bis 15. Jahrhunderts, Christophorus, Georg, Ulrich und Mariä Verkündigung darstellend, zieren den Altarraum. Der Abendmahlstisch von 1660 aus Berner Sandstein, wohl nach einem Riss von Abraham Dünz, dient gleichzeitig als Tischgrab für Margaretha Huber, Gemahlin des Samuel Jenner, Landvogt zu Wangen von 1656 bis 1662. Der ebenfalls von Dünz entworfene Taufstein von 1667 ist verbunden mit der Grabplatte der Anna Katharina Wild (1633–1667), gestiftet von ihrem Gemahl, dem Landvogt Samuel Bondeli. 
An der Südwand ist ein Epitaph für Hans Jakob Wild (1638–1700), Landschreiber zu Wangen, angebracht. Das nach 1783 entstandene Epitaph des Bildhauers Johann Friedrich Funk für den Landvogt Rudolf Albrecht Zehender (1730–1783), der vor seinem Aufzug verstarb, ziert die Nordwand des Altarraums. Die Standesscheibe aus dem Jahr 1825 entstand nach einem Riss des Berner Zeichners Johann Emanuel Wyss. Der Künstler Jean Prahin (1918–2008) schuf im Auftrag des Kirchgemeinderats 1982 einen Zyklus von neun Glasgemälden mit Szenen aus dem Leben Jesu.
Orgel
Auf der Empore im hinteren Teil der Kirche steht eine Orgel mit 25 Registern auf zwei Manualen und Pedal, die 1982 von der Firma Orgelbau Mathis aus Näfels gebaut wurde. Das Vorgängerinstrument von 1932 stammte von Orgelbau Kuhn aus Männedorf und hatte 18 Register, ebenfalls auf zwei Manualen und Pedal.

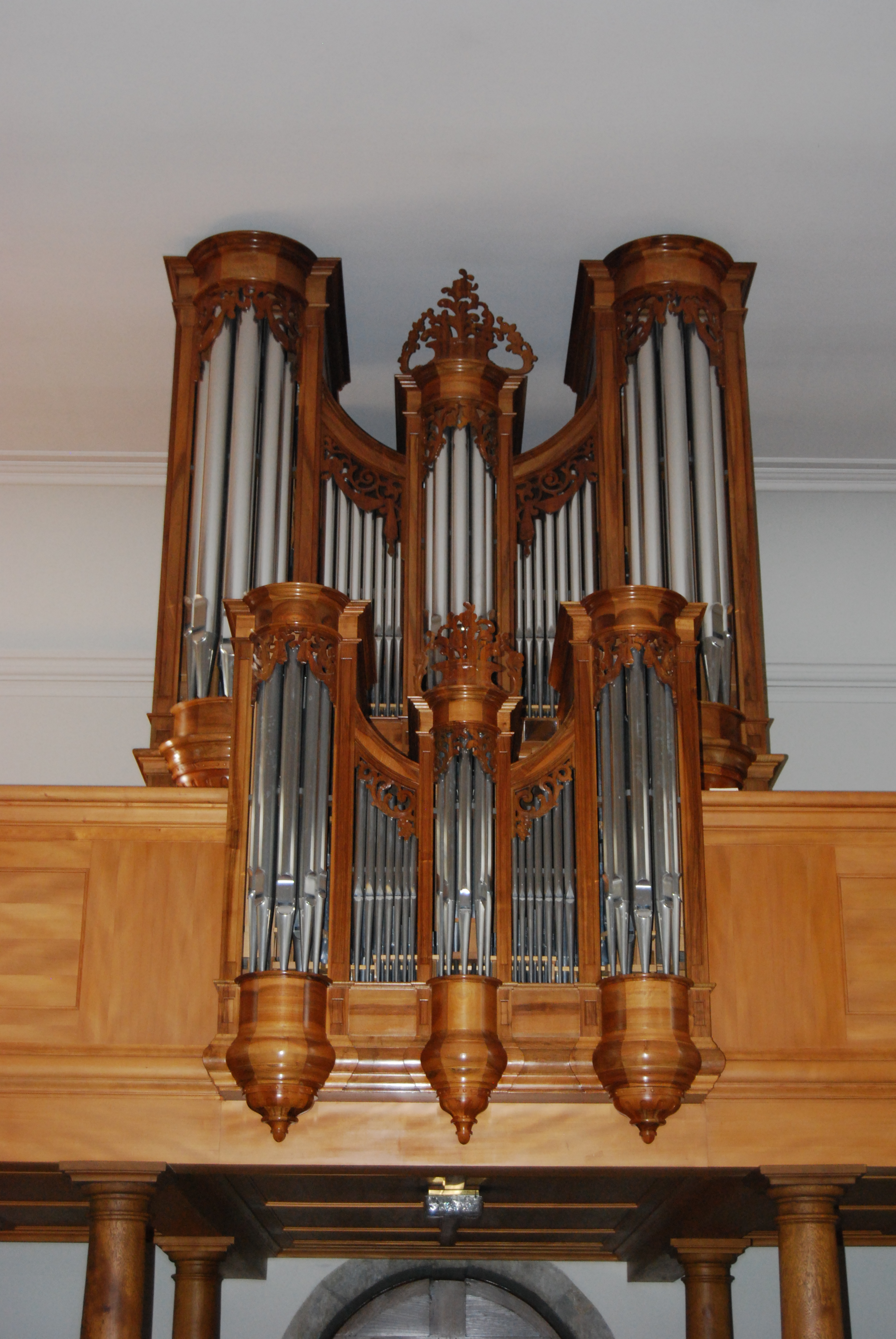
Orgel auf der Empore

Die Mathis-Orgel hat folgende Disposition:
| I Hauptwerk C–g3 |        |
| Pommer           | 16′    |
| Prinzipal        | 8′     |
| Hohlflöte        | 8′     |
| Spitzgambe       | 8′     |
| Oktave           | 4′     |
| Spitzflöte       | 4′     |
| Nasat            | 2 ⁄3′  |
| Oktave           | 2′     |
| Terz             | 1 3⁄5′ |
| Mixtur           | 1 ⁄3′  |
| Trompete         | 8′     |

| II Rückpositiv C–g3 |       |
| Gedackt             | 8′    |
| Praestant           | 4′    |
| Rohrflöte           | 4′    |
| Waldflöte           | 2′    |
| Larigot             | 1 ⁄3′ |
| Scharff             | 1′    |
| Krummhorn           | 8′    |

| Pedal C–f1    |       |
| Subbass       | 16′   |
| Prinzipalbass | 8′    |
| Rohrgedackt   | 8′    |
| Choralbass    | 4′    |
| Mixtur        | 2 ⁄3′ |
| Fagott        | 16′   |
| Zinke         | 8′    |

- Koppeln:  I–II, II–P, I–P

## Liste der Pröpste und Pfarrer (ab 1257)
Pröbste
- Cherro, 1257
- Antonius, 1258
- Ulrich, 1275
- Conrad von Deitingen, 1326
- Johann Eggarp, 1342
- Heinrich von Simisheim, 1346
- Heinrich von Messen, 1350
- Burkard Mettler, 1366/67
- Aymo von Mörigen[5], 1389–1418
- Conrad Brandöst, 1418–1435
- Rudolf Messer, 1449–1458; Abt von Trub
- Hans Willisauer, 1461
- Johannes Schürpf, 1461–1492
- Rudolf Wasser, 1474
- Anthoni von Buch, 1494
- Johann Dietrich, 1495–1496/98, 1518–1528
- Benedict Tavernier, 1496/98–1504[6]

Ab 1528 Pfarrer zu Wangen
- Johann Dietrich, 1528–1534
- Ulrich Mor
- Hans Hächler
- Georg Stäheli, 1542 (trat sein Amt nicht an)[7]
- Heinrich Kraft, 1542
- Joachim Gachlinger, 1544
- Beat Wilhelm Schmid, 1546
- Johann Bossard
- Christoph Trägenmacher, 1555
- Markus Custor, 1565
- Bendicht Taffenier, 1566
- Hans Offner, 1571
- Jakob Gelthuser, 1573
- Hans Bullinger, 1578
- Mathias Zimmerli, 1583
- Hans Ulrich Bäggli, 1587
- Jakob Brönner, 1591
- Jakob Brunner, 1593
- Sebastian Müller, 1597
- Beat Krieg, 1611 (trat sein Amt nicht an)
- Urs Wirz, 1611
- Jacob Anton Vulpius, 1623
- Conrad Stanz, 1626
- Jakob Stephani, 1631
- Hans Räber, 1631
- Johann Bischoff, 1639
- Johann Jakob Vogel, 1650
- Johann Georg Lutz, 1664
- Anton Herport (1646–1688), 1672
- Johann König, 1687
- Johann Rudolf Nöthiger, 1704
- Rudolf Spengler, 1726
- Samuel Wyss, 1746
- Johann Schorr, 1756
- Johann Ulrich Ganting (1733–1808), 1765–1780
- Rudolf Roseng, 1780–1789
- Gabriel Rohr, 1789–1802
- Karl Ludwig Dachs, 1802
- Johann Walther, 1844
- Otto Paul Flückiger (1890–1966), 1920–1956
- Wilfried Amstutz
- Fritz Heinz Tschanz, 1977–1986
- Georg Wyssenbach, 1986–2004
- Andrea Fabretti, 2005–2010
- Bernard Kaufmann, Pfarrverweser 2010–2011
- Evelyne Zwirtes-Kehrli, 2011–2018